# Station Otwock
Station Otwock is een spoorwegstation in de Poolse plaats Otwock.